# 社会 (教科)
社会（しゃかい）は、小学校および中学校（義務教育学校を含む）における教科の一つ。なお、小学1、2年生は理科とともに廃止され、生活科に統合されたため、教科としては存在しない。高等学校および中等教育学校の後期課程においては、地理歴史・公民に分類される。本項目では、主として現代の学校教育における社会について取り扱う。関連する理論・実践・歴史などについては「社会科教育」を参照。

## 概要
社会は、児童生徒に対して、科学的な社会認識を形成し、それを通して公民（国民・市民）として生活するための資質を育てることを目的とする教科である。科学的な社会認識の形成とは、幅広い社会諸科学（地理学・歴史学・政治学・経済学・社会学・倫理学）を手段として、人間社会の在り様を理解することを指す。こうした社会認識を子どもたちの内面に形成することによって、現代の社会に主体的に参加する態度や、より平和で、より民主的な社会を創造する力（市民的資質（公民的資質））を育成することが、本質的な教科目標である。
なお、学習指導要領（平成29年告示）では、社会科の目標を「社会的な見方・考え方を働かせ、課題を追究したり解決したりする活動を通して、広い視野に立ち、グローバル化する国際社会に主体的に生きる平和で民主的な国家及び社会の形成者に必要な公民としての資質・能力の基礎を（中略）育成すること」と述べている。

## 学習内容
「知的障害者に関する教育を扱う特別支援学校」を除けば、平成29年告示の学習指導要領における社会科は、初等教育の第3学年から前期中等教育の第3学年までの教科となっている。ただし、後期中等教育において、社会科の内容を継承させた内容は、「地理歴史」と「公民」の2教科が必須教科としてある（選択教科として「商業」が学校設定教科・学校設定科目などに分離されて扱われている）。

### 平成29・30年告示学習指導要領

#### 小学校
（この節の出典：）
かつては第1学年より設けられていたが平成元年改訂の学習指導要領より、第1、第2学年において社会科が廃止され、生活科とされた。
【第3学年】
1. 身近な地域や市区町村の様子
2. 地域に見られる生産や販売の仕事
3. 地域の安全を守る働き
4. 市の様子の移り変わり

【第4学年】
1. 都道府県の様子
2. 人々の健康や生活環境を支える事業
3. 自然災害から人々を守る活動
4. 県内の伝統や文化、先人の働き
5. 県内の特色ある地域の様子

【第5学年】
1. 我が国の国土の様子と国民生活
2. 我が国の農業や水産業における食料生産
3. 我が国の工業生産
4. 我が国の産業と情報との関わり
5. 我が国の国土の自然環境と国民生活との関連

【第6学年】
1. 我が国の政治の働き
2. 我が国の歴史上の主な事象
3. グローバル化する世界と日本の役割

#### 中学校
（この節の出典：）
中学校では、学習内容は大きく「地理的分野」・「歴史的分野」・「公民的分野」の3つに区分される（以下、順に「地理」・「歴史」・「公民」と略す）。原則として、地理と歴史は第1学年より同時並行で学習し、それらの学習を終えた後に第3学年に公民を学習する形式（π型とよばれる）が一般的であるが、第1学年に地理、第2学年に歴史、第3学年に公民を学習する形式（座布団型）、第1学年から第2学年にかけてに地理と歴史を学習し、途中で学習内容に応じて公民的分野を補助的に学習し、第3学年に改めて公民を学ぶ形式（鳥居型）をとる学校もある。
2012年より、2008年告示の中学校学習指導要領が完全施行されたことに伴って、2011年度までのπ型をベースに、履修形態が第1・2学年が「地理」・「歴史」の同時並行で学習し、第3学年では「歴史」・「公民」の同時並行で学習する形式を採用する学校が増えている。なお、2012年度の教科書配本については、2年次は「地理」は新規配本・「地図」および「歴史」は前年次の持ち上がりとなり、3年次は「公民」は従来どおり3年次での新規配本となるが、「歴史」は前々年次より利用していた教科書を継続利用することになる。
地理的分野
A  世界と日本の地域構成
1. 地域構成

B  世界の様々な地域
1. 世界各地の人々の生活と環境
2. 世界の諸地域

C  日本の様々な地域
1. 地域調査の手法
2. 日本の地域的特色と地域区分
3. 日本の諸地域
4. 地域の在り方

歴史的分野
A  歴史との対話
1. 私たちと歴史
2. 身近な地域の歴史

B  近世までの日本とアジア
1. 古代までの日本
2. 中世の日本
3. 近世の日本

C  近現代の日本と世界
1. 近代の日本と世界
2. 現代の日本と世界

公民的分野
A  私たちと現代社会
1. 私たちが生きる現代社会と文化の特色
2. 現代社会を捉える枠組み

B  私たちと経済
1. 市場の働きと経済
2. 国民の生活と政府の役割

C  私たちと政治
1. 人間の尊重と日本国憲法の基本的原則
2. 民主政治と政治参加

D  私たちと国際社会の諸課題
1. 世界平和と人類の福祉の増大
2. よりよい社会を目指して

#### 高等学校（高校）
かつては社会科を置いていたが、学校教育法施行規則・学習指導要領（平成30年告示）上の高等学校および中等教育学校の後期課程には社会科がなく、「地理歴史」と「公民」を置いている。ただ、高等学校でもまとめて「社会」と言うことがあり、地理歴史と公民の両方を受け持つ教員も多い。また、大学入試センター試験でも、分割直後の1997年1月実施分からは地理歴史と公民とで別々の実施日時が設定されていたが、2012年以降は同一の時間帯に実施することとしている。2021年度から実施されている大学入学共通テストにおいても、同様である。
この社会科分割の経緯については社会科教育#歴史を参照。また、学習内容の詳細は地理教育・歴史教育・公民教育を参照。

ただし例外もあり、「知的障害者を教育する特別支援学校」の高等部に設けられる教科には社会科がある。

#### 特別支援学校
「知的障害者を教育する特別支援学校」の小学部（初等教育を行う課程）においては、すべての学年を通して教科「生活」を学習し、小学部において理科、家庭科同様に、社会は設けられていない。
特別支援学校の中学部（前期中等教育を行う課程）においては、ほかの前期中等教育を行う学校と同様に、教科「社会」が設けられている。
このほか、特別支援学校のうち、知的障害者を教育する特別支援学校の高等部（後期中等教育を行う課程）においては、社会科が設けられているが、ほかの後期中等教育を行う学校と異なり「地理歴史」と「公民」は設けられていない。

## 入試などへの影響
中学入試・高校入試・大学入試において、国語や数学などとともに入試の教科となる。
中学入試・高校入試では地理・歴史・公民の3分野が均等に出題されるが、大学入試においては世界史・日本史・地理・公共など複数の科目を選択する形で出題される。ただし国語・社会・数学・理科・英語の5教科の中では最も出題されにくく、そのためかこれらの中ではやや軽視される傾向にある（高等学校必履修科目未履修問題も参照）。